# Пасынков, Борис Алексеевич
Борис Алексеевич Пасынков (29 июня 1937, Бийск, Западно-Сибирский край — 20 ноября 2020) — российский учёный-тополог, доктор физико-математических наук, профессор МГУ.

## Биография
Родился 29.06.1937 в г. Бийск Алтайского края.
В 1959 году окончил механико-математический факультет МГУ и был оставлен на кафедре. С тех пор работал там же, с 1983 г. профессор. Читал курсы «Аналитическая геометрия», «Линейная алгебра», «Введение в общую топологию», «Паракомпактность и метризуемость», «Теория размерности», «Топологические произведения», «Послойная общая топология».
Диссертации:
- Обратные спектры и размерность бикомпактных топологических пространств (1963)
- Размерность, обобщенные топологические произведения, универсальные пространства (1965).

Стал доктором физико-математических наук в 28-летнем возрасте. Профессор по кафедре математики с 23 октября 1970 г.
Область научных интересов — общая топология, теория топологических групп, вопросы равномерной топологии.
Внёс вклад в построение теории размерности общих топологических пространств и в формирование послойной общей топологии. Ввёл понятия прямоугольности произведений, d-расположенности подмножеств пространств, почти метризуемых групп, которые стали классическими.
Подготовил 3 докторов и 29 кандидатов физико-математических наук.